# إنتيروس
اينتروس هي مجموعة شركات استثمارية خاصة يملكها الملياردير الروسي فلاديمير بوتانين، تدخل الشركة في العديد من المشاريع في مجالات التعدين، المعادن، الطاقة، التمويل، البيع بالتجزئة والعقارات وقطاعات أخرى. 

يقع مقر الشركة في موسكو.

## الأصول
تم تأسيس الشركة في أوائل التسعينات من قبل فلاديمير بوتانين وميخائيل بروخوروف، ويعتبر فلاديمير بوتانين هو المالك الرئيسي والحالي للشركة بعد انفصاله عن ميخائيل بروخروف في عام 2007. باع بروخوروف أسهم شركته في اينتروس بمبلغ 7.5 مليار دولار.

## القيمة
اينتروس هي شركة استثمارات خاصة روسية كبرى، بلغت قيمة أسهم الشركة حوالي 30 مليار في 1 يناير 2007. للشركة أعمال في جميع أنحاء روسيا، أوروبا، آسيا، أمريكا الشمالية.

## الأنشطة
تدخل الشركة في مشاريع عديدة في مجالات مختلفة مثل:
- المعادن والتعدين (شركة MMC نوريلسك نيكل)
- تعدين الذهب (شركة زولوتو بوليوس)
- الأغذية والزراعة (مجموعة أجروس)
- وسائل الإعلام
- العقارات والسياحة

## وصلات خارجية
- الموقع الرسمي لشركة إنتيروس.
- السيرة الذاتية لفلاديمير بوتانين.
- فوربس.كوم- مليارديرات العالم لعام 2006- فلاديمير بوتانين #89.
- فوربس.كوم- مليارديرات العالم لعام 2007- فلاديمير بوتانين #38.
- أغنى رجل روسي ما زال يزداد ثراء.
- تبرع بوتانين بخمسه مليون دولار لمركز كينيدي